# Suiren

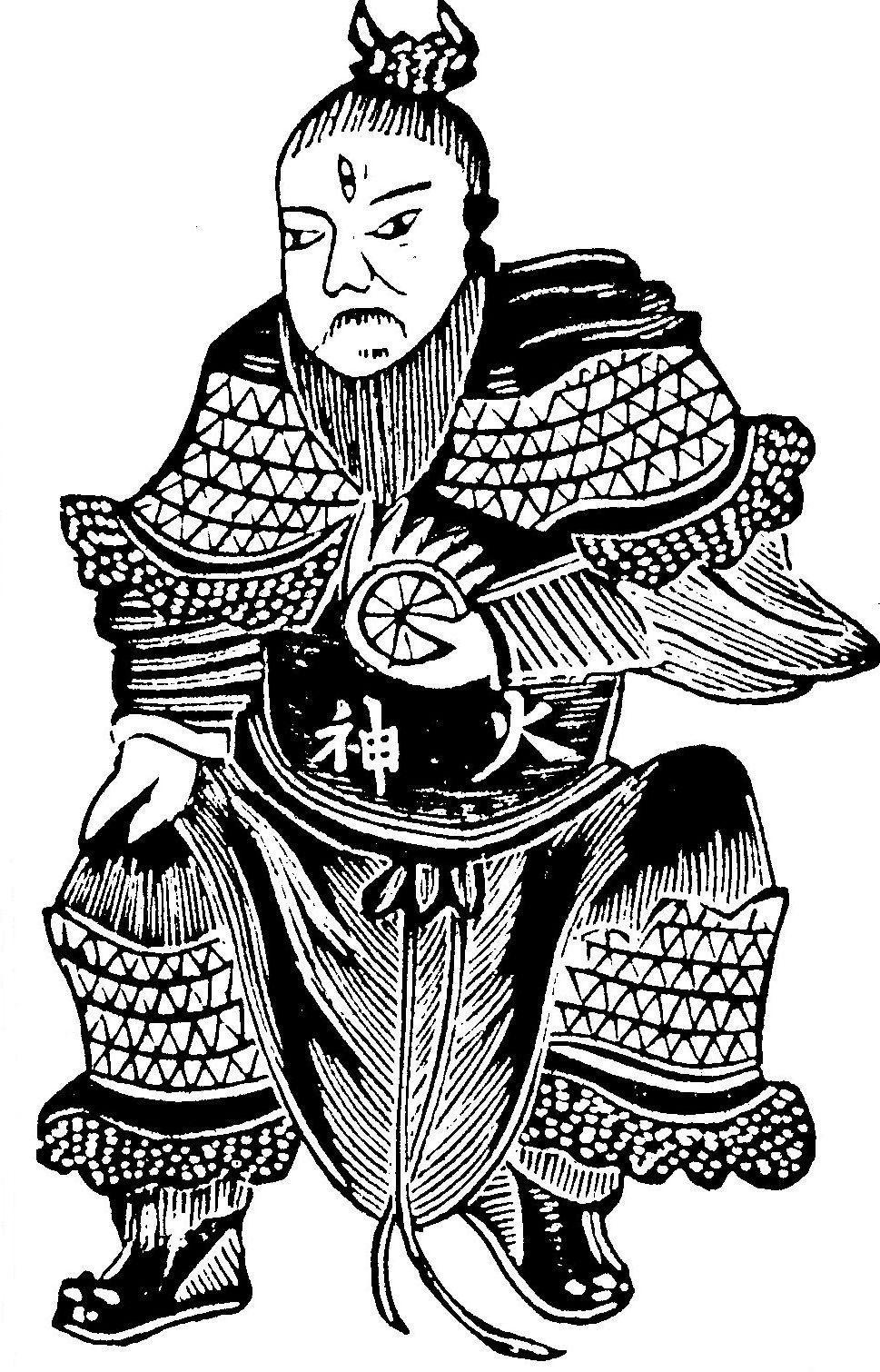
Suiren, da Il dragone, immagine e demone, di Hampden C. DuBose, Londra, 1886

Suiren (cinese: 燧人; pinyin: suì rén), è lo scopritore del Fuoco, secondo l'antica mitologia cinese. Si dice inoltre che fosse uno dei Tre Augusti nell'antica Cina primitiva. Nelle sue raffigurazioni appare di solito con tre occhi.